# Кроаксанвек
Кроаксанвек (фр. Croixanvec) насеље је и општина у северозападној Француској у региону Бретања, у департману Морбијан која припада префектури Понтиви.
По подацима из 2011. године у општини је живело 155 становника, а густина насељености је износила 25,45 становника/km². Општина се простире на површини од 6,09 km². Налази се на средњој надморској висини од 160 метара (максималној 162 m, а минималној 108 m).

## Демографија
| 1962. | 1968. | 1975. | 1982. | 1990. | 1999. | 2011. |
| ----- | ----- | ----- | ----- | ----- | ----- | ----- |
| 140   | 181   | 152   | 143   | 154   | 164   | 155   |

График промене броја становника у току последњих година